# Isleria
Isleria är ett fågelsläkte i familjen myrfåglar inom ordningen tättingar: Släktet omfattar endast två arter som förekommer från södra Colombia till södra Amazonområdet i Brasilien:
- Blekstrupig myrfågel (I. hauxwelli)
- Rostbukig myrfågel (I. guttata)